# Melasina leucosceptra
Melasina leucosceptra är en fjärilsart som beskrevs av Edward Meyrick 1907. Melasina leucosceptra ingår i släktet Melasina och familjen säckspinnare. Inga underarter finns listade i Catalogue of Life.